# Sandracottus insignis
Sandracottus insignis (лат.) — вид жуков из семейства плавунцов.

## Описание
Блестящие жуки, широкоовальной формы, длиной тела 12,5-13,1 мм. Брюшная сторона полностью тёмно-коричневая или чёрная. Голова коричневато-жёлтая с тёмно-коричневой задней частью, а также двумя тёмно-коричневыми, косыми, удлинёнными пятнами на лбу. Усики коричневато-жёлтые. Пятый членик усиков в четыре раза длиннее своей ширины. Переднеспинка коричневато-жёлтая с длинной и широкой темно-коричневой полосой сзади и узкой тёмно-коричневой полосой спереди. Поверхность шершавая с густой пунктировкой. Надкрылья черные с коричневато-жёлтым с рисунком, образованным из четырёх угловатых базальных пятен, двух больших постмедианных, а также преапикального и апикального коричневато-жёлтого пятен. Передние и средние ноги коричневато-жёлтые, задние ноги рыжевато-коричневые. Отросток переднегруди очень короткий и широкий, всего в 1,4 раза длиннее своей ширины, уплощенный и поверхностно скульптурированный, задний край отростка широко закругленный.

## Биология
Редкий вид, вероятно, связанный с исчезающими первичными низинными тропическими лесами. Жуки обнаружены в лесных канавах и заводях медленнотекущих ручьев. Личинки до сих пор неизвестны.

## Распространение
Встречается на островах Палаван, Минданао, Лусон.